# Campeonato Mundial de Patinaje Artístico sobre Hielo de 2014
El CIV Campeonato Mundial de Patinaje Artístico sobre Hielo se celebró en Saitama (Japón) del 26 al 30 de marzo de 2014 bajo la organización de la Unión Internacional de Patinaje sobre Hielo (ISU) y la Federación Japonesa de Patinaje sobre Hielo.
Las competiciones se realizaron en la Saitama Super Arena de la ciudad nipona. Se entregaron medallas en las disciplinas de patinaje femenino, masculino, por parejas y danza sobre hielo.

## Países participantes
Participaron en total 177 patinadores (32 en la categoría masculina, 33 en la femenina, 23 parejas y 33 parejas de danza en hielo) de 38 federaciones nacionales afiliadas a la ISU:
| - Alemania (10) - Australia (3) - Austria (4) - Azerbaiyán (2) - Bélgica (2) - Bielorrusia (4) - Bulgaria (2) - Canadá (17) - China (6) - Corea del Sur (3) | - Dinamarca (4) - Eslovaquia (3) - España (4) - Estados Unidos (15) - Estonia (6) - Filipinas (1) - Finlandia (3) - Francia (10) - Georgia (2) - Hong Kong (1) | - Hungría (2) - Israel (4) - Italia (11) - Japón (10) - Kazajistán (1) - Lituania (3) - Mónaco (1) - Noruega (1) - Polonia (3) - Reino Unido (5) | - República Checa (5) - Rumania (1) - Rusia (15) - Suecia (2) - Suiza (4) - Turquía (2) - Ucrania (4) - Uzbekistán (1) |

## Calendario
- Hora local de Japón (UTC+9).

| Programa corto | Programa libre |

| Fecha       | Hora  | Evento             |
| ----------- | ----- | ------------------ |
| 26 de marzo | 10:00 | Parejas            |
| 26 de marzo | 16:00 | Masculino          |
| 27 de marzo | 11:30 | Parejas            |
| 27 de marzo | 15:55 | Femenino           |
| 28 de marzo | 10:50 | Danza sobre hielo  |
| 28 de marzo | 17:00 | Masculino          |
| 29 de marzo | 12:30 | Danza sobre hielo  |
| 29 de marzo | 17:15 | Femenino           |
| 30 de marzo | 15:00 | Gala de exhibición |

## Resultados

### Masculino
| Puesto | Nombre           | País   | Puntos |
| ------ | ---------------- | ------ | ------ |
| Oro    | Yuzuru Hanyu     | Japón  | 282,59 |
| Plata  | Tatsuki Machida  | Japón  | 282,26 |
| Bronce | Javier Fernández | España | 275,93 |

### Femenino
| Puesto | Nombre             | País   | Puntos |
| ------ | ------------------ | ------ | ------ |
| Oro    | Mao Asada          | Japón  | 216,69 |
| Plata  | Yúliya Lipnítskaya | Rusia  | 207,50 |
| Bronce | Carolina Kostner   | Italia | 203,83 |

### Parejas
| Puesto | Nombre                          | País     | Puntos |
| ------ | ------------------------------- | -------- | ------ |
| Oro    | Aliona Savchenko Robin Szolkowy | Alemania | 224,88 |
| Plata  | Xeniya Stolbova Fiodor Klimov   | Rusia    | 215,92 |
| Bronce | Meagan Duhamel Eric Radford     | Canadá   | 210,84 |

### Danza en hielo
| Puesto | Nombre                           | País    | Puntos |
| ------ | -------------------------------- | ------- | ------ |
| Oro    | Anna Cappellini Luca Lanotte     | Italia  | 175,43 |
| Plata  | Kaitlyn Weaver Andrew Poje       | Canadá  | 175,41 |
| Bronce | Nathalie Péchalat Fabian Bourzat | Francia | 175,37 |

## Medallero
| Núm. | País     | Oro | Plata | Bronce | Total |
| ---- | -------- | --- | ----- | ------ | ----- |
| 1    | Japón    | 2   | 1     | 0      | 3     |
| 2    | Italia   | 1   | 0     | 1      | 2     |
| 3    | Alemania | 1   | 0     | 0      | 1     |
| 4    | Rusia    | 0   | 2     | 0      | 2     |
| 5    | Canadá   | 0   | 1     | 1      | 2     |
| 6    | España   | 0   | 0     | 1      | 1     |
| 6    | Francia  | 0   | 0     | 1      | 1     |
|      | TOTAL    | 4   | 4     | 4      | 4     |